# Омелянович Лідія Олександрівна
Омелянович Лідія Олександрівна (нар. 21 вересня 1942, Луганськ) — доктор економічних наук, професор, дійсний член Академії економічних наук України, відмінник освіти України,заслужений працiвник освiти, перший проректор, завідувач кафедри фінансів Донецького національного університету економіки і торгівлі імені Михайла Туган-Барановського.

## Біографія
Основнi вiхи бiографii:
1949-1959 рр. - школа №4 м. Луганськ;1959-1961 рр -технiкум радянськоi торгiвлi м. Луганськ;1961-1963 рр.- практична робота в сферi торгiвлi, м. Луганськ;1963-1968 рр.- навчання у Донецькому iнститутi радянськоi торгiвлi (ДИСТ);1968-1970 рр.- практична робота на планово-эконоiчнiй службi, Главплодоовочеторг м. Донецьк;1971-1974 рр.- асистент кафедри економiки торгiвлi ДИСТ;1975-1979 рр.- старший викладач кафедри економiки торгiвлi ДИСТ;1977рр.      - кандидат економiчних наук;1979-1987 рр.- доцент кафедри економiки торгiвлi ДИСТ;1987-1989рр. - старший науковий спiвробiтник ДИСТ;1989р. по наст час. - завiдувач кафедри загально-еконгомiчних дисциплiн; кафедри фiнансiв та економiчноi безпеки;1998-2005 рр.- декан облiково-фiнансового факультету; 2005-2023 рр.- перший проректор;2023 р. по наст. час - радник ректору, завiдувач кафедри фiнансiв i економiчноi безпеки. 
У 1977 році Л. О. Омелянович захистила дисертацію на здобуття наукового ступеня кандидата економічних наук за темою «Економічні питання підвищення якості овочів під час зберігання та реалізації» (рос. «Экономические вопросы повышения качества овощей при хранении и реализации»), у 1991 році — дисертацію на здобуття наукового ступеня доктора економічних наук. Тема дисертації «Формування економічних зв'язків підприємств торгівлі та галузей АПК під час переходу до ринкових відносин» (рос. «Формирование экономических связей предприятий торговли и отраслей АПК при переходе к рыночным отношениям»).
З 1994 р. Л.О. Омелянович працювала в наукових та науково-методiчних iнституцiях Мiнiстерства освiти i науки, розробляла пропозицii щодо удосконалення системи вищоi освiти, пiдвищення якостi пiдготовки фахiвцiв та сприяння працевлаштуванню.
За перiод дiяльностi Л.О. Омелянович опублiковано быльш нiж 800 наукових та науково-методiчних праць.
Пiд науковим керiвництвом Л.О. Омелянович захистили кандидатськi та докторськi дисертацii 30 аспiрантiв та викладачiв.
Сiм`я: 
Батько: Волович Олександр Савельович, 
Мати: Солошенко Анна Гордiiвна,
Чоловiк: Омелянович Юрiй Вiталiйович, 
Дiти Омелянович Михайло Юрiйович,Омелянович Вiталiй Юрiйович.

## Нагороди
За успіхи в освітній діяльності Лідія Олександрівна нагороджена: медаллю «Ветеран праці», медаллю "За трудову доблесть", присвоено почесне звання "Заслуженого  працiвника освiти", "Почесне звання засновника науковоi школи "Фiнансово-экономiчнi i  соцiальнi проблеми розвитку держави та субектiв господарювання",  нагорождена  грамотою Верховної Ради України, нагрудними знаками «За наукові досягнення», «Відмінник освіти України», «Петро Могила», численними грамотами Міністерства освіти і науки України, Донецької облдержадміністрації, грамотами ДонНУЕТ та ДонНАБА, листами подяки центральних органiв влади , дипломом конкурсу «Ділова книга Донбасу-99» у номінації «Економіка» за підручник «Макроекономіка України» (рос. «Макроэкономика Украины»). Почесний працiвник освiти, за спiвробiтництво у сферi освiти i науки.